# Olympische Sommerspiele 1984/Teilnehmer (Liechtenstein)
| Gelbes Symbol für Goldmedaillen mit stilisierten Olympischen Ringen | Graues Symbol für Silbermedaillen mit stilisierten Olympischen Ringen | Braundes Symbol für Bronzemedaillen mit stilisierten Olympischen Ringen |
| ------------------------------------------------------------------- | --------------------------------------------------------------------- | ----------------------------------------------------------------------- |
| —                                                                   | —                                                                     | —                                                                       |

Liechtenstein nahm an den XXIII. Olympischen Sommerspielen in Los Angeles mit einer Delegation von 7 Athleten teil. Nachdem das Land die Sommerspiele 1980 in Moskau boykottiert hatte, um gegen die sowjetische Intervention in Afghanistan zu protestieren, war dies nun seine neunte Teilnahme an den Sommerspielen.

## Teilnehmer nach Sportarten

### Judo
- Magnus Büchel
- Johannes Wohlwend

### Leichtathletik
- Markus Büchel
- Manuela Marxer
- Helen Ritter

### Schiessen
- Theobald Schurte
- Raimond Sele